# Institut polonais des arts et des sciences de l'Amérique

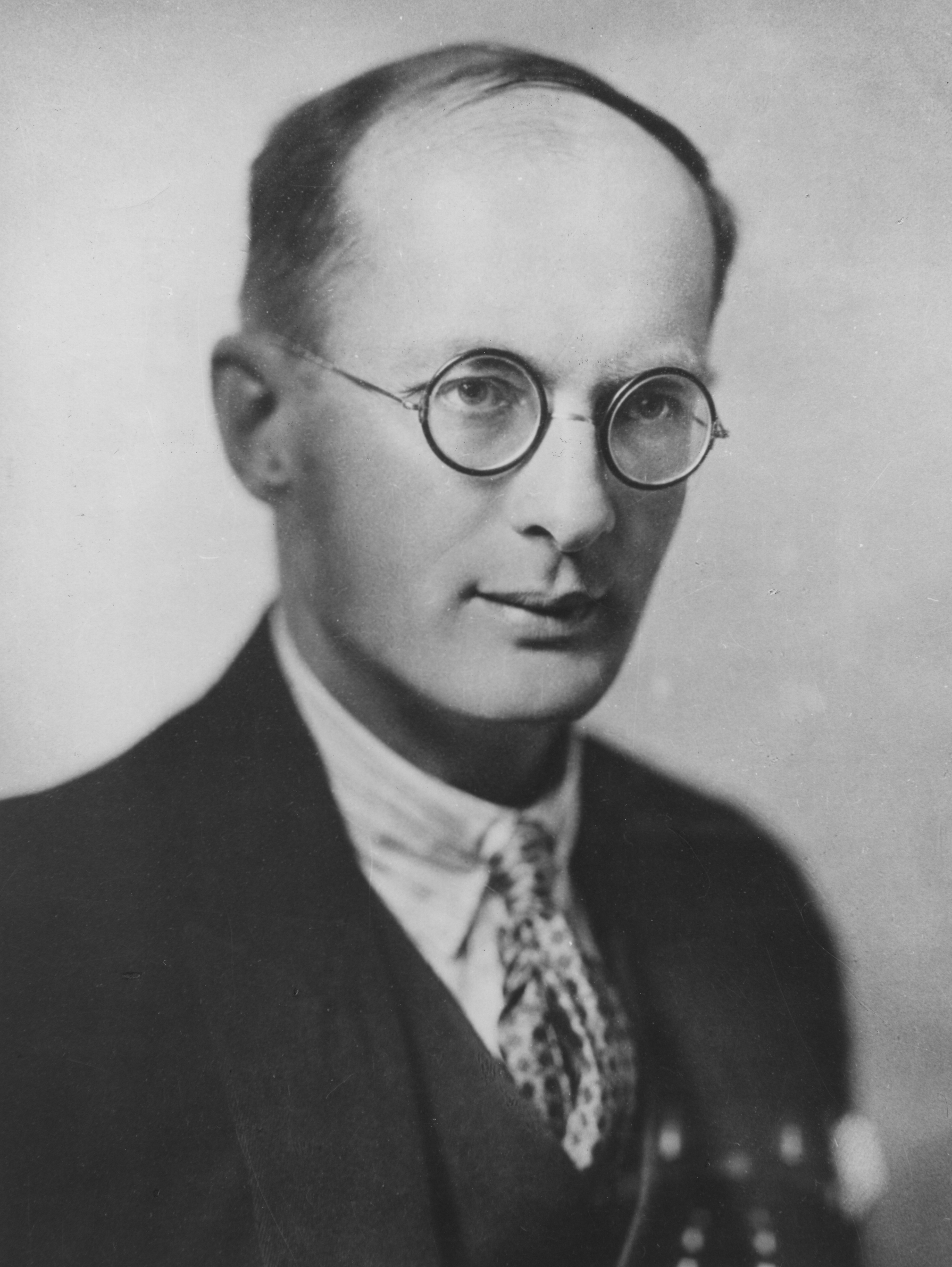
Bronisław Malinowski, l'un des six membres fondateurs de l'Institut polonais des arts et des sciences de l'Amérique

L'Institut polonais des arts et des sciences de l'Amérique (PIASA), Polski Instytut Naukowy w Ameryce (en polonais), est un organisme à but non lucratif fondé en 1942. Situé à New York, l'organisme s'est donné pour mission de faire progresser les connaissances sur la Pologne et les Américains d'origine polonaise.

## Historique
L'Institut compte six membres fondateurs : l'anthropologue Bronisław Malinowski, les historiens Oskar Halecki (en) et Rafał Taubenschlag, l'historien, avocat et politicien Jan Kucharzewski (en), le critique littéraire Wacław Lednicki (pl) et le chimiste et physicien Wojciech Swietoslawski (en) tous réfugiés aux États-Unis pendant la Seconde Guerre mondiale. Les six membres reçurent le soutien du gouvernement polonais exilé à Londres, afin d'assurer la continuité du développement intellectuel et culturel de la Pologne. En fait, l'Institut est devenu l'Académie de Pologne durant la guerre, l'institution de Cracovie ayant été fermée par les occupants nazis à cette époque.

## Activités
- Depuis 1956, l'Institut publie la Revue polonaise, la seule revue trimestrielle multidisciplinaire, exclusivement consacré aux études polonaises en langue anglaise. Entre l942 et 1946, l'Institut a publié ses travaux dans un bulletin trimestriel.
- Depuis 1978, il organise des conférences multidisciplinaires sur les études polonaises dans le cadre de ses réunions annuelles souvent organisées dans des universités.
- Il supervise les activités de la Bibliothèque Alfred Jurzykowski (de)  Memorial.
- L'organisme accorde des prix pour reconnaître et honorer les chercheurs et les scientifiques qui vivent et travaillent aux États-Unis et au Canada : le prix Oskar Halecki dans le domaine de l'histoire polonaise, le prix Bronisław Malinowski pour les sciences sociales, le prix Waclaw Lednicki pour les humanités et le prix Casimir Funk pour les sciences naturelles.
- Il organise des conférences, des discussions, des expositions qui présentent une vue d'ensemble de la culture polonaise.
- Il aide les étudiants et les universitaires dans leurs recherches.
- Il sert de ressource pour les médias sur les sujets concernant la Pologne.
- Il coopère avec les organismes universitaires américains traditionnels[2],[3].

L'organisme est membre institutionnel de l'Association américaine pour l'avancement des études slaves (en) de l'université Harvard. Il participe depuis 1972 à ses conventions nationales tenues dans différentes villes à travers les États-Unis et au Canada.

## Membres éminents
Plusieurs personnalités de Pologne ou issues de la diaspora polonaise sont devenues ou sont des membres de cet institut. Outre les prix Nobel Frank Wilczek, Czeslaw Milosz, Isaac Bashevis Singer, Andrew Schally et Roald Hoffmann, l'organisme compte dans ses rangs Artur Rubinstein, Alfred Tarski, Stanislaw Ulam, Kazimierz Funk et Bronislaw Malinowski déjà cités, Alexander Wolszczan, Kazimierz Fajans, Ludwig Gross et plusieurs autres.